# ジャービス・マッケンティー
ジャービス・マッケンティー（Jervis McEntee、1828年7月14日 - 1891年1月27日）はアメリカ合衆国の画家である。フレデリック・エドウィン・チャーチの弟子で、ハドソン・リバー派の画家の一人に数えられる。ハドソン・リバー派の画家の多くと友人で、19世紀後半の"Gilded Age"（「金ぴか時代」）と呼ばれる時代とその後の時代のニューヨークの画家に関する記録を残したことでも知られる。

## 略歴
ニューヨーク州のキングストン近くの村ロンダウト(Rondout)に生まれた.。ユニバーサリスト教会(Universalist Church of America)の運営する学校（Clinton Liberal Institute）で学んだ。1850年にニューヨークのナショナル・アカデミー・オブ・デザインの展覧会に初めて出展した。翌年、画家として実績を上げて始めていたフレデリック・エドウィン・チャーチ(1826-1900)の弟子となった。チャーチとは生涯を通じての友人であったが、マッケンティーの画家としての評判や収入はチャーチの地位に及ぶことはなかった。チャーチに学んだ後、実業家になろうとしたが、成果が得られず3年ほどで商売はあきらめた。ニューヨークの芸術家のために1857年に建てられた「10番街のスタジオビル」の利用者の一人となった。この建物にはチャーチやロックウッド・デ・フォレスト、アルバート・ビアスタットらも利用した。この建物の利用者の多くが、独身者でスタジオに通うことが多かったので、マッケンティーの妻の明るく世話好きな性格もあって、マッケンティーのスタジオは、芸術家の集まるサロンになった。マッケンティーが親しくなったハドソン・リバー派の画家には、サンフォード・ロビンソン・ギフォード、ワージントン・ウィットレッジ、ジョン・ファーガソン・ウィアーがいて、人物画、風俗画を描いたイーストマン・ジョンソンとも友人になった。
1860年にナショナル・アカデミー・オブ・デザインの準会員となり、1861年に正会員になった。1869年にはヨーロッパを旅し、主にイタリアで作品を描いた。
マッケンティーの風景画は暗く、淡い色調が特徴であった。
作品とは別に、1870年代から没するまで、詳細な日記を残していて、当時の美術界に関する貴重な資料となっている。

## 作品

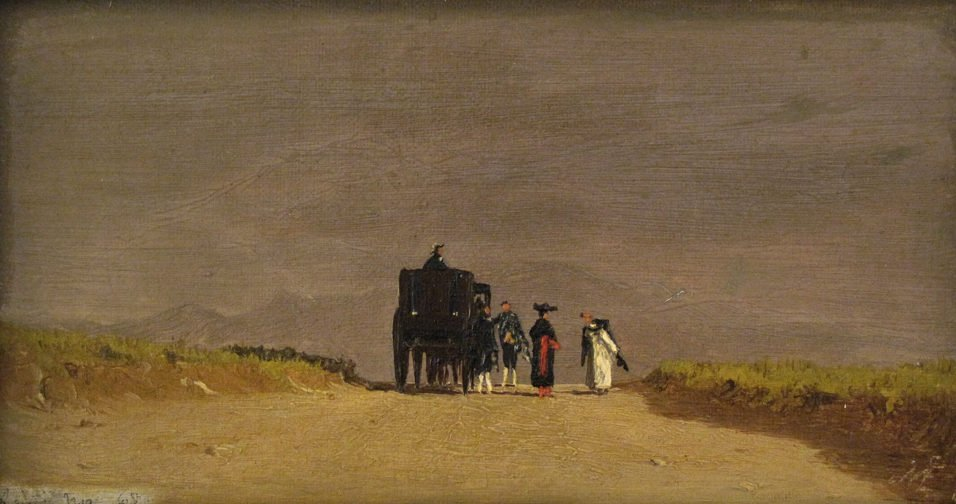
イタリアの風景 (1868)
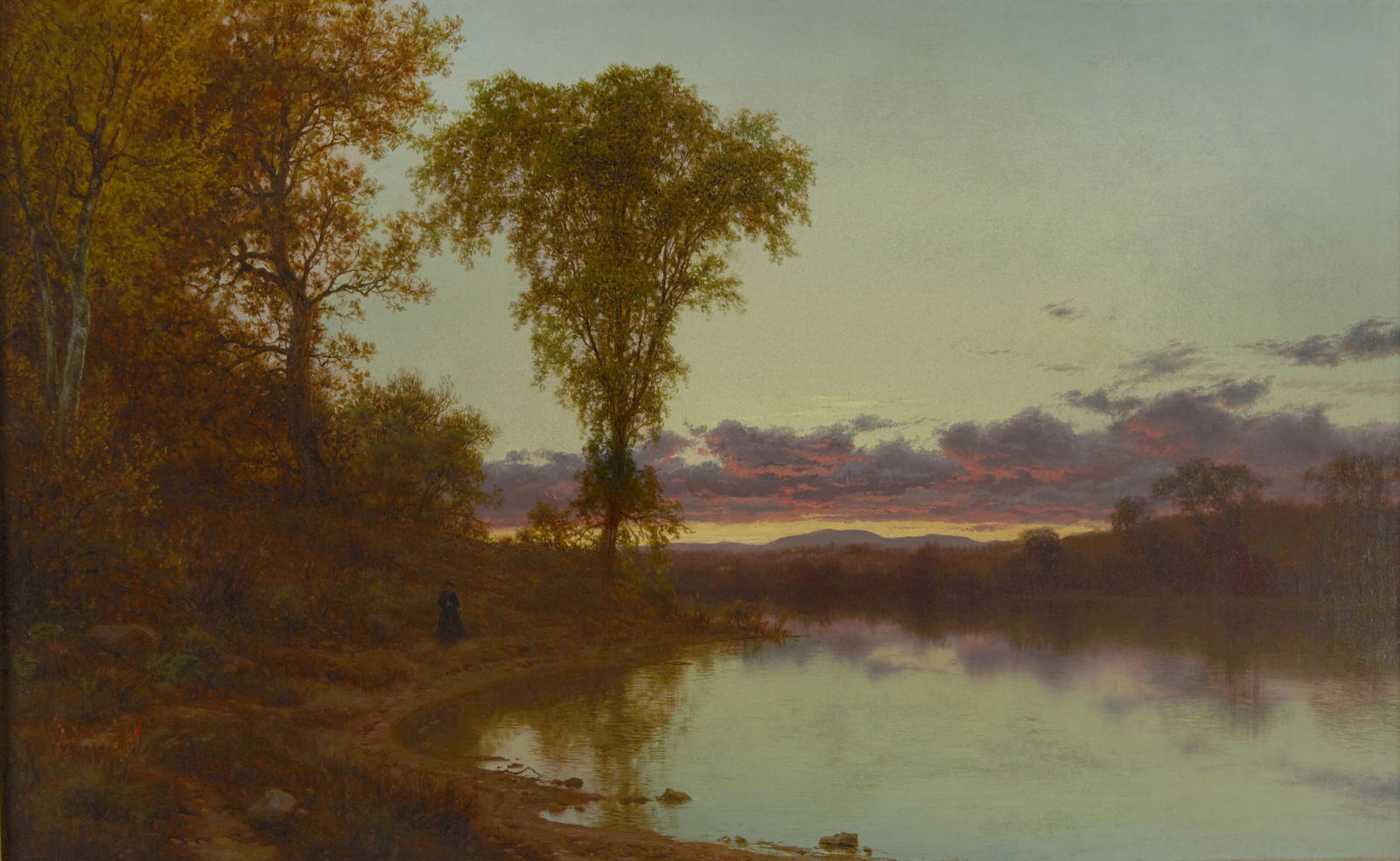
「夕暮れ」(1862)
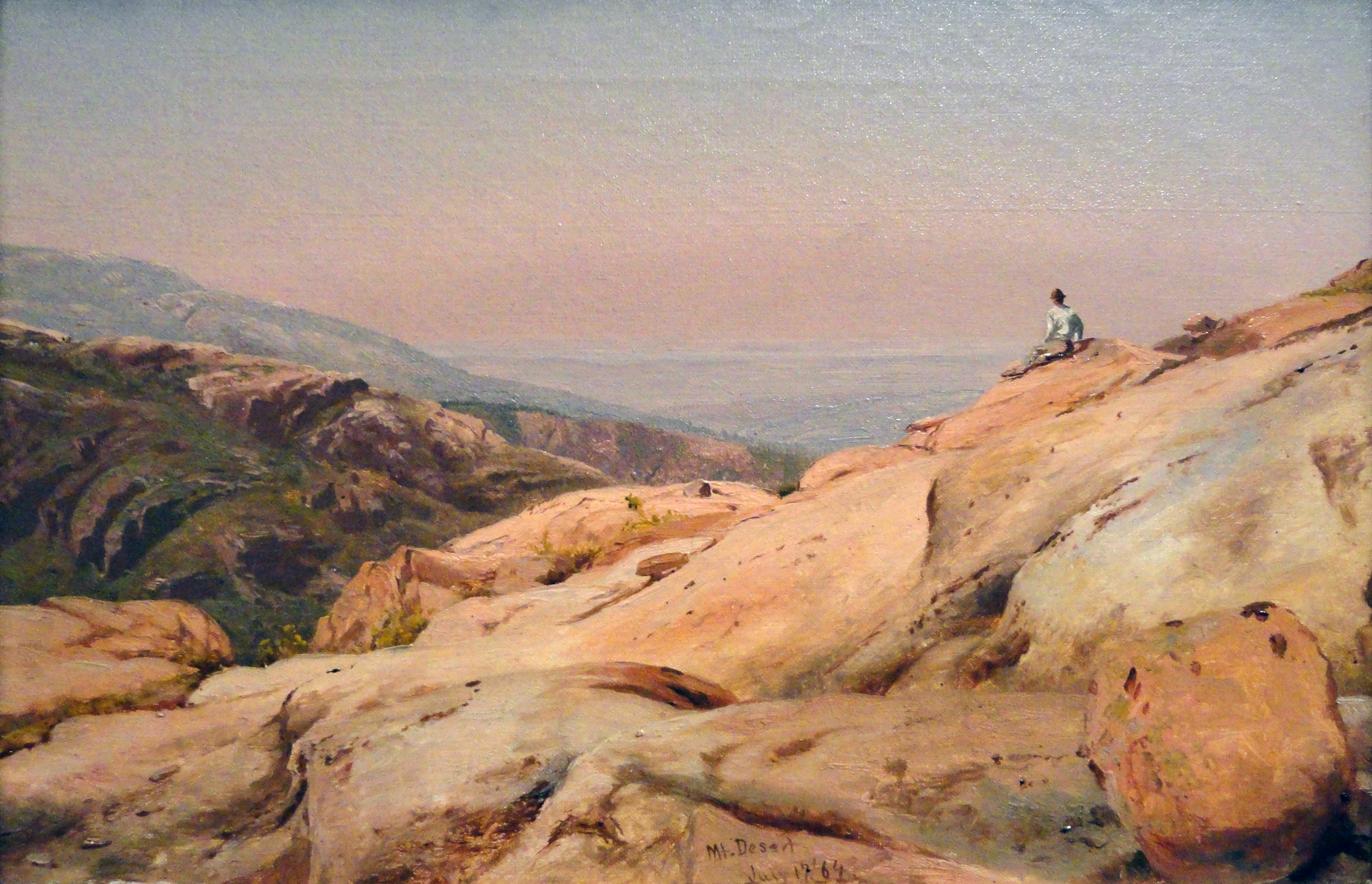
マウント・デザート島
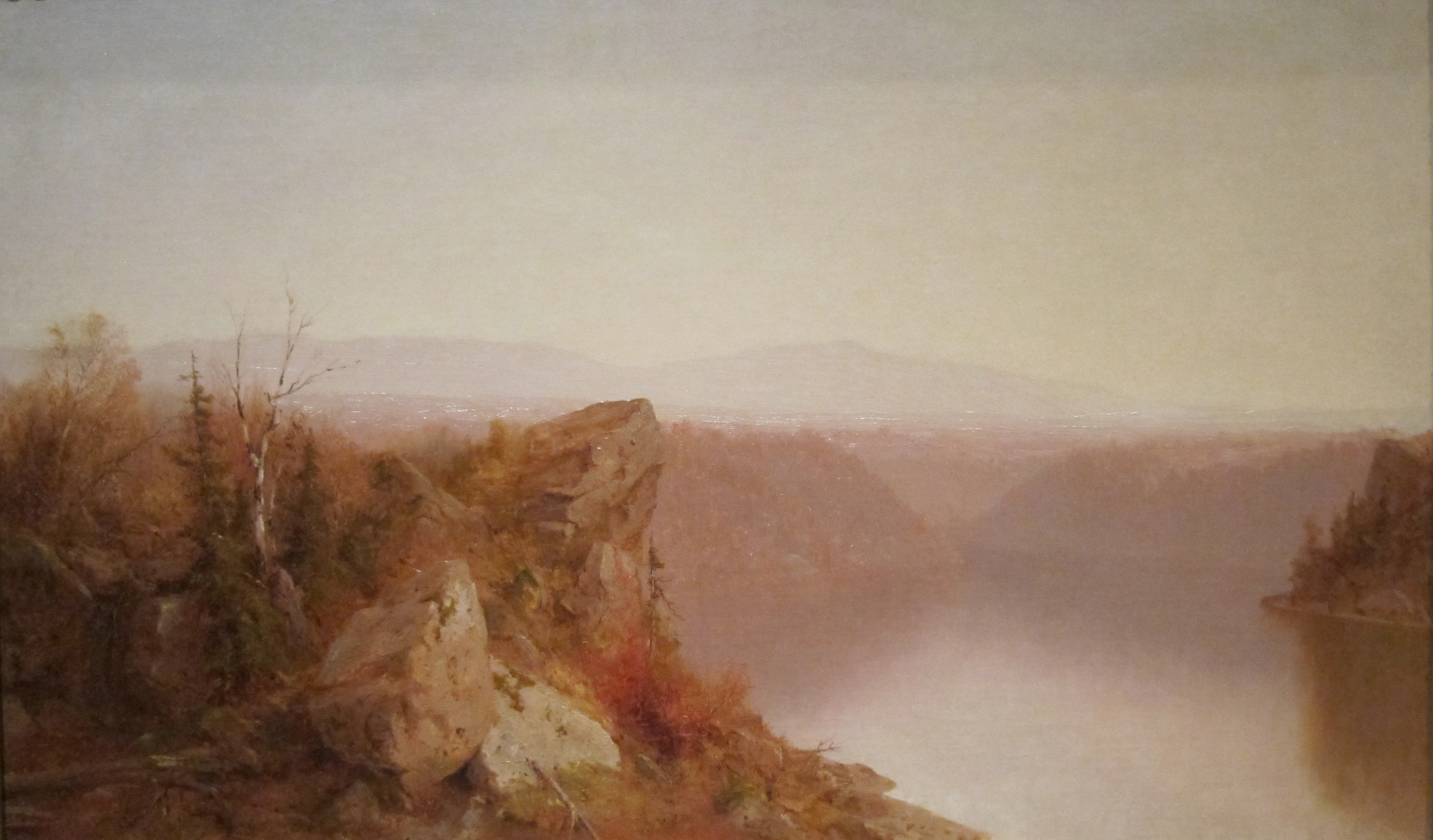
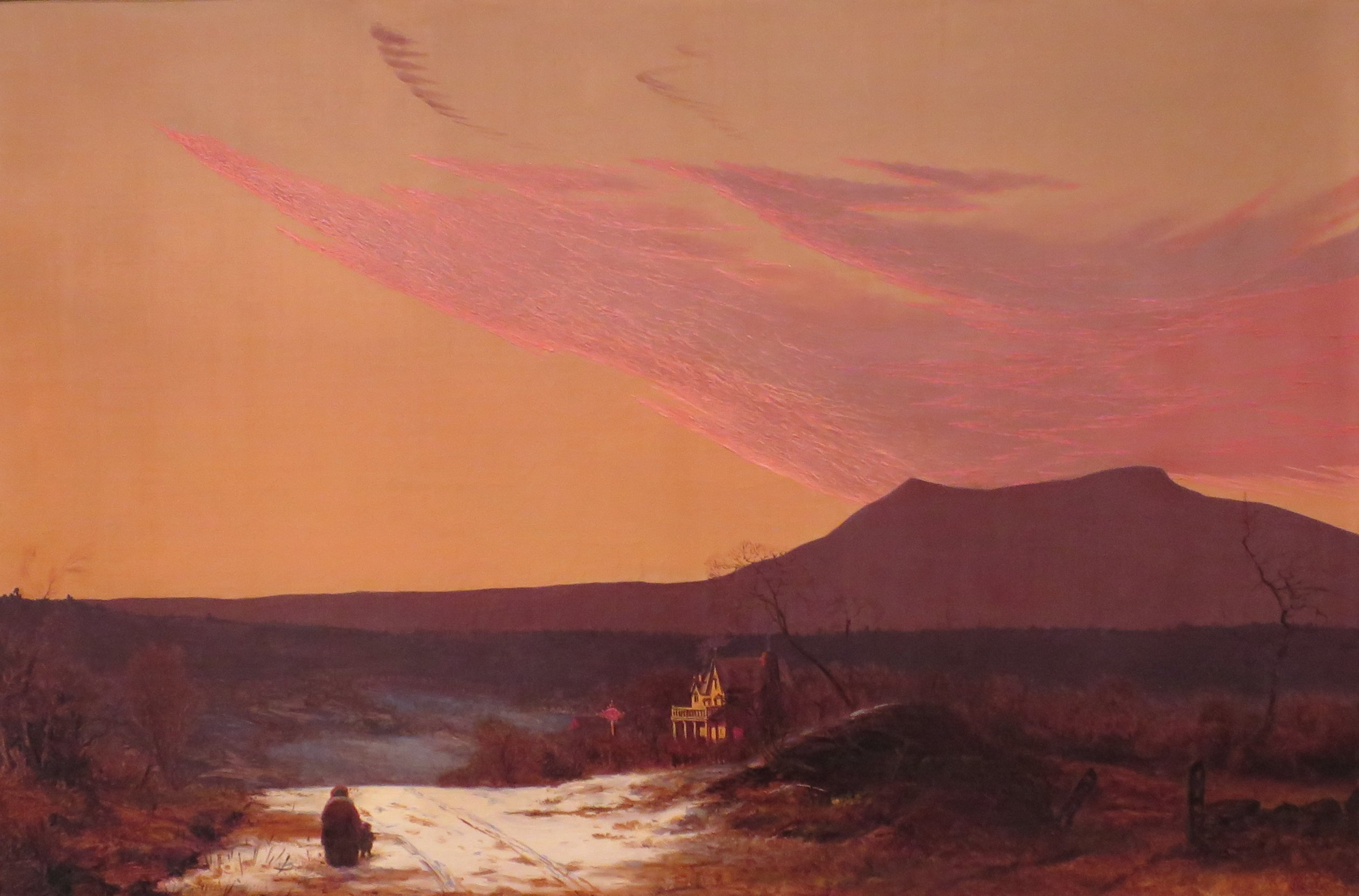
ハドソン川